# Samir as-Sakr
Samir as-Sakr (arab. سمير الصقر) – libijski siatkarz, olimpijczyk. 
Brał udział w igrzyskach olimpijskich w 1980 roku (Moskwa). Wystąpił w pięciu spotkaniach, wszystkich przegranych wyraźnie 0–3 (zagrał w czterech grupowych z Jugosławią, Polską, Rumunią i Brazylią oraz w meczu o dziewiąte miejsce z Włochami). Zajął wraz z kolegami ostatnie 10. miejsce.